# Distrito de San Pedro de Chunán

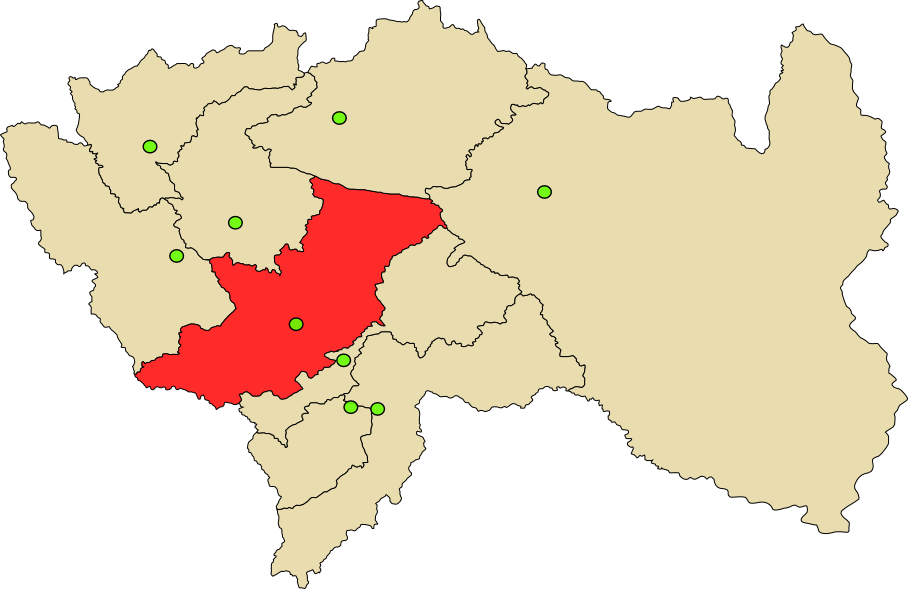
Provincia de Jauja en el Departamento de Junín

El Distrito de San Pedro de Chunán es uno de los treinta y cuatro distritos de la Provincia de Jauja, ubicada en el Departamento de Junín, bajo la administración del Gobierno Regional de Junín, Perú.
Dentro de la división eclesiástica de la Iglesia Católica del Perú, pertenece a la Vicaría IV de la Arquidiócesis de Huancayo

## Origen del nombre
El nombre Chunán, tiene sus orígenes en las pampas de Chunán, debido a la combinación del sonido de los mosquitos: "chun" y "nán" que proviene del silencio de la noche.  

## Historia
El distrito fue creado mediante Ley del 14 de diciembre de 1954, en el gobierno del Presidente Manuel A. Odría.

## Geografía
El distrito de San Pedro de Chunán abarca una superficie de 80,02 km² y se encuentra a 3 395 m s. n. m.
Ubicación: 4 km al norte de la ciudad de Jauja.
Población: 1 200 personas aprox.
Límites

Paca (noroeste),  Pancan (sur), Yauli (este).

## Autoridades

### Municipales
- 2015 - 2018[2]
  - Alcalde: Leopoldo Aquino Aylas, Partido Fuerza Popular (K).
  - Regidores: Luis Alberto Gonzales Arroyo (K), José Luis García Aylas (K), Rocío Liz Esteban Lobo (K), Graciela Nora Espinoza Lobo (K), Héctor Gerónimo Aquino Aquino (Perú Libre).
- 2011-2014[3][4]
  - Alcalde: Mesías Cayo Lobo Suárez, Movimiento Convergencia Regional Descentralista (CONREDES).
  - Regidores: Rodin Eugenio Aylas Poves (CONREDES), Elva Genoveva Lino Aylas (CONREDES), Edgar Máximo Hilario Zambrano (CONREDES), Dante Emilio Díaz Zegarra (CONREDES), Héctor Gerónimo Aquino Aquino (Perú Libre).
- 2007-2010
  - Alcalde: Melitón Walter Díaz Maita.

### Policiales
- Comisaría de Jauja
  - Comisario: Cmdte. PNP. Edson Hernán Cerrón Lazo.[5]

### Religiosas
- Arquidiócesis de Huancayo[6]
  - Arzobispo de Huancayo: Mons. Pedro Barreto Jimeno, SJ.
  - Vicario episcopal: Pbro. Hermann Josef Wendling SS.CC.
- Parroquia[7]
  - Párroco: Pbro. .

## Economía
La población se dedica actualmente a la agricultura, ganadería, albañilería, herrería (Anexo de Pichus) y maderera (Anexo de Sacsa). Desde el año 2006 han ido mejorando la genética de su ganado proyectándose así como uno de los mejores criaderos del Valle Yacus.

## Fiestas costumbristas
Fiesta realizada en honor al Niño Jesús, se lleva a cabo desde el 15 al 19 de enero. Las danzas costumbistas son la Huayligía, la Tunantada y el chuto viejo (Corcovado). La Huayligía es escenificada por el Barrio Abajo y el Barrio Arriba . La tunantada está a cargo de la familia Flores Aylas, Torres Rafael, Blancas Espinoza, Zambrano Suárez y Montalvo Rodríguez. El 17 de enero es el gran festival de orquestas típicas y de las cuadrillas de la Huayligía y la tunantada. 

En febrero se celebran los carnavales representados por los barrios Hatun Hasha, Pijsha Puquio y Chaupi; luciendo hermosos trajes típicos de la ciudad de Jauja. También resaltan los Anexos de Sacsa ("Paraiso escondido") y Pichus.

El 30 de agosto se realiza el concurso de Santiago propios de cada familia.